# Aillas
Aillas egy francia település Gironde megyében az Aquitania régióban. Lakosainak száma 804 fő (2022. január 1.).

## Története
Egy hagyomány szerint a falu neve a egy vizigót főnök Waillas nevéből eredeztethető. Egy másik monda szerint a latin Aliaceus vagy Alliaceus szóból.

## Adminisztráció
Polgármester
- 2001–2008 Claude Joseph DVG
- 2008–2014 Serge Bezos
- 2014–2020 Jean-Michel Léglise

## Demográfia
| Lakosok száma | 939  | 690  | 656  | 724  | 799  | 811  | 822  | 834  | 840  | 804  |
|               | 1968 | 1982 | 1990 | 2006 | 2013 | 2015 | 2017 | 2019 | 2020 | 2022 |

## Látnivalók

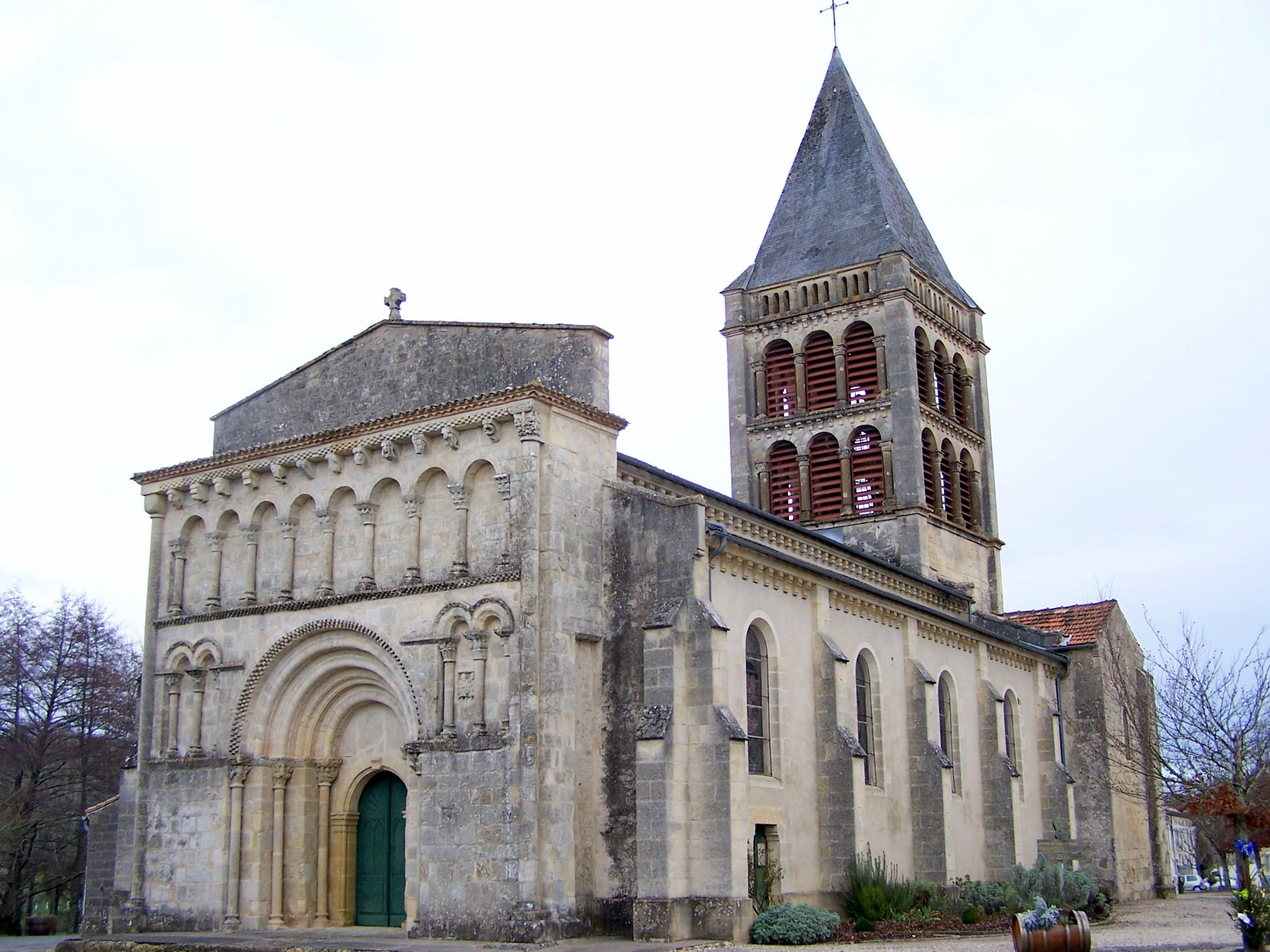
Notre-Dame 2009

- Román stílusú Notre Dame-templom. A 12. században építtette a templomos lovagrend.
- Harangjáték
- Alliasi várrom

## Fordítás
- Ez a szócikk részben vagy egészben  az   Aillas című francia Wikipédia-szócikk fordításán alapul.  Az eredeti cikk szerkesztőit annak laptörténete sorolja fel. Ez a jelzés csupán a megfogalmazás eredetét és a szerzői jogokat jelzi, nem szolgál a cikkben szereplő információk forrásmegjelöléseként.